# NGC 6051
NGC 6051 is een elliptisch sterrenstelsel in het sterrenbeeld Slang. Het hemelobject werd op 20 juni 1881 ontdekt door de Franse astronoom Édouard Jean-Marie Stephan.

## Synoniemen
- UGC 10178
- MCG 4-38-21
- ZWG 137.30
- PGC 57006